# Hadar (astronomia)
Hadar (β Cen / β Centauri / Beta Centauri), nota anche come Agena, è la seconda stella più brillante della costellazione del Centauro, dopo α Centauri, nonché l'undicesima stella più brillante nel cielo notturno. La sua declinazione marcatamente meridionale ne penalizza l'osservazione dall'emisfero boreale, mentre la rende ben visibile da tutte le regioni dell'emisfero australe.
Distante circa 350 anni luce dal sistema solare, la stella è un probabile membro dell'associazione Centauro inferiore-Croce, un sottogruppo dell'associazione Scorpius-Centaurus, l'associazione OB più vicina alla Terra. Hadar, pur apparendo nel cielo come una stella singola, è in realtà un sistema stellare costituito da tre componenti, di cui due risolvibili otticamente (una di queste è a sua volta una binaria spettroscopica). Nonostante sia tradizionalmente classificata come stella gigante, le due componenti principali del sistema sono due massicce stelle azzurre di sequenza principale; una delle due (o forse entrambe) sono inoltre variabili β Cephei.

## Osservazione

Carta della costellazione del Centauro; la lettera β indica Hadar, mentre Toliman è uno dei nomi propri di.

Hadar si presenta nel cielo notturno come una stella di colore azzurro-blu di magnitudine 0,60 posta in corrispondenza delle zampe anteriori del Centauro, nella parte meridionale della costellazione e in direzione della Via Lattea australe. Visivamente appare vicina ad α Centauri, da cui dista solo 4° e mezzo e con la quale forma la coppia più vicina di stelle di magnitudine apparente inferiore a 1 che sia visibile nel cielo notturno.
La declinazione di Hadar, pari a 60°S, la rende ottimamente visibile da tutte le regioni dell'emisfero australe ma ne penalizza notevolmente l'osservabilità dalle regioni dell'emisfero boreale; in particolare essa è invisibile in tutte le regioni più a nord del 30º parallelo. Ciò implica che questa stella non è visibile da tutta l'Europa, dalle coste africane del Mediterraneo, da tutta la Russia, da tutte le principali isole del Giappone e da quasi tutte le regioni degli Stati Uniti. Essa risulta invece visibile da quasi tutta l'India, dalla Cina meridionale, da alcune regioni della Florida e del Texas meridionale, da quasi l'intero Messico e dai paesi del Nordafrica coste mediterranee escluse. I mesi migliori per la sua osservazione dall'emisfero nord sono quelli di aprile-maggio.
Questa posizione marcatamente meridionale ha fatto sì che lo studio scientifico approfondito di questa stella sia stato possibile solo con il lancio in orbita di telescopi spaziali e con la costruzione di osservatori astronomici nell'emisfero sud.
La sua posizione rende Hadar circumpolare nelle regioni a sud del 30°S, cioè nelle regioni più meridionali del Sudamerica, dell'Africa e dell'Australia, nonché in Nuova Zelanda.
La stella era nota fin dall'antichità, dato che, a causa della precessione degli equinozi, era allora visibile assieme alla Via Lattea australe alle latitudini mediterranee.
Hadar, nell'emisfero australe, è utile come stella guida, poiché, tracciando una linea immaginaria con α Centauri, si ottiene una linea che passa a pochi gradi dalla stella Gacrux, nella vicina costellazione della Croce del Sud. Individuata Gacrux, un navigatore può disegnare una linea passante da Acrux, che, prolungata cinque volte, punta verso il polo sud celeste.

## Ambiente galattico e distanza
È probabile che Hadar faccia parte della dell'associazione stellare Scorpius-Centaurus, l'associazione OB più vicina alla Terra, della quale fanno parte molte delle stelle blu luminose delle costellazioni dello Scorpione, del Lupo, del Centauro e della Croce del Sud. Centinaia di stelle con massa pari o superiore a 15 masse solari sono state identificate come appartenenti a questa associazione, comprese alcune stelle (come Antares) in una fase avanzata del loro ciclo vitale; si ritiene che il numero complessivo dei membri possa arrivare a 1000-1200 astri.

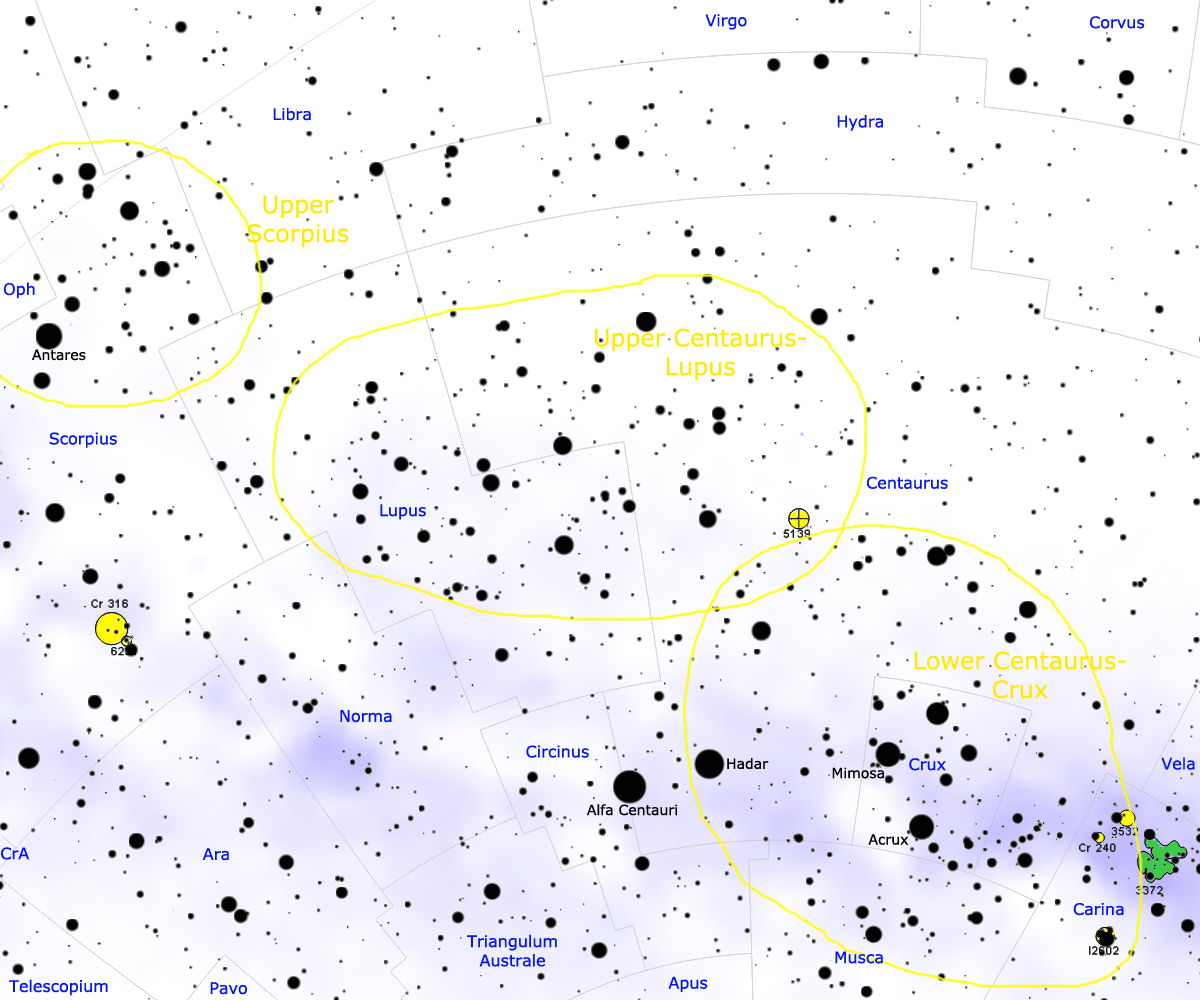
Mappa dell'Associazione Scorpius-Centaurus. Hadar è in basso, nel gruppo Centauro inferiore-Croce.

L'associazione Scorpius-Centaurus è divisa in tre sottogruppi di stelle, chiamati Scorpione superiore, Centauro superiore-Lupo e Centauro inferiore-Croce. È probabile che Hadar faccia parte di quest'ultimo sottogruppo, che si estende nella parte sudoccidentale del Centauro e che occupa l'area di cielo visibile in direzione della Croce del Sud e della Mosca, fino a raggiungere l'estremità nordorientale della Carena. L'età delle stelle del sottogruppo varia a seconda della loro posizione: le componenti della parte nordorientale, le più prossime al gruppo Centauro superiore-Lupo, hanno un'età di circa 17 milioni di anni, mentre le componenti più meridionali possiedono un'età inferiore, pari a circa 12 milioni di anni; ciò rivela che i fenomeni di formazione stellare sarebbero avvenuti progressivamente in senso nord-sud. Tra i tre sottogruppi dell'associazione Sco-Cen il Centauro inferiore-Croce è quello più vicino a noi, con una distanza media di 118 parsec (circa 385 anni luce).
Quello che suscita dubbi in merito all'effettiva appartenenza di Hadar a questo sottogruppo è il suo moto proprio, che si discosta da quello degli altri membri dell'associazione. Tuttavia, da un lato la misurazione del moto proprio di Hadar può non essere precisa per via della sua natura di stella multipla; dall'altro, la presenza di una stella azzurra della massa e dell'età di Hadar all'interno di un'associazione OB come quella del Centauro inferiore-Croce non pare poter essere il frutto di una coincidenza.
Sulla base delle rilevazioni eseguite dal satellite Hipparcos nel 1997, la parallasse di Hadar è stata calcolata in 6,21 ± 0,56 mas, che la collocava alla distanza di circa 525 anni luce dalla Terra; tuttavia tale misurazione non era probabilmente precisa, a causa del fatto che la primaria di Hadar è una binaria spettroscopica.
Misurazioni successive, che tengono conto della natura binaria della principale, hanno corretto il valore ottenuto da Hipparcos: in una pubblicazione di Ausseloos e colleghi del 2006 viene suggerita una distanza di 108 ± 4 parsec, corrispondenti a 352 ± 13 anni luce; in una pubblicazione successiva viene invece proposta un'ulteriore riduzione dei dati di Hipparcos con un valore di parallasse equivalente a 8,32 mas, che corrisponde ad una distanza di circa 391 anni luce. Hadar è dunque circa 80 volte più distante di α Centauri, che dista poco più di 4 anni luce dalla Terra; pertanto, la ragione per cui α Centauri ci appare più luminosa risiede nella sua maggiore vicinanza alla Terra, mentre Hadar è intrinsecamente molto più luminosa di α Centauri.

## Caratteristiche

### Il sistema

Le stelle (a sinistra) e Hadar (a destra) si stagliano sullo sfondo della Via Lattea.

Hadar è un sistema stellare costituito da tre componenti, di cui due facenti parte a loro volta di un sistema binario spettroscopico. La scoperta della natura multipla della stella è avvenuta nel 1935, quando J.G. Voute riuscì a discernere, vicino alla stella, una compagna di magnitudine 4, da cui era separata da 1,3". Dalla scoperta la stella non ha però mutato significativamente la propria posizione, anche se si è registrato un lieve cambiamento nell'angolo di posizione; questo potrebbe indicare che, se la coppia di stelle fosse realmente legata gravitazionalmente e non si trattasse piuttosto di una binaria ottica, il loro periodo orbitale sia molto lungo, a seconda dell'eccentricità orbitale che non è conosciuta esattamente, sarebbe compreso tra 125 e 220 anni, e la distanza della compagna dalla coppia principale sarebbe pari ad almeno 120 UA, circa 17,8 miliardi di km.
Come anticipato, la principale è a sua volta una binaria spettroscopica, identificata come tale negli anni sessanta del Novecento; tuttavia è solo a partire dal 2002 che è stato possibile derivare i parametri orbitali della coppia. Nel 2006 Ausseloos e colleghi, basandosi su osservazioni sia interferometriche che spettroscopiche, compiute presso l'osservatorio astronomico di La Silla (Cile), hanno concluso che il periodo orbitale della coppia è 356,92 ± 0,03 giorni, l'eccentricità è pari a 0,825 ± 0,002 e l'argomento del pericentro a 60,8° ± 0,6°. Un altro gruppo di studiosi, coordinato da J. Davis, aveva stimato nel 2004 un valore di inclinazione orbitale di 67,4° ± 0,3° e un semiasse maggiore di 2,59 UA (circa 385 milioni di km), mentre Pigulski e colleghi nel 2016 calcolano un semiasse maggiore di 2,78 UA. L'alta eccentricità dell'orbita determina tra i due apsidi una grande variazione nella distanza che le separa, passando da 0,53 UA al periastro (circa 78 milioni di km) a 5,5 UA all'afastro (circa 820 milioni di km, poco più della distanza che separa Giove dal Sole).

### Caratteristiche delle due componenti principali

Dettaglio di Hadar dall'immagine precedente.

Le osservazioni interferometriche di cui la coppia principale di Hadar è stata oggetto inducono a ritenere che la luminosità delle due componenti sia molto simile; d'altra parte, le osservazioni spettroscopiche hanno rilevato che le oscillazioni nella velocità radiale delle due componenti del sistema sono quasi identiche, il che implica che il rapporto fra le masse sia vicino a 1. Tutto ciò suggerisce che i due astri abbiano caratteristiche molto simili. Ad esempio, Ausseloos e colleghi (2002), sulla base di osservazioni spettroscopiche, hanno rilevato che le ampiezze delle oscillazioni della velocità radiale delle due componenti sono rispettivamente 63,9 ± 0,3 km/s e 65,4 ± 1,1 km/s e hanno dedotto un rapporto fra le masse di 1,02 ± 0,02. Davis e colleghi (2004) hanno ottenuto dei valori ancora più vicini nelle oscillazioni delle velocità radiali, ricavati da osservazioni spettroscopiche: 63,8 ± 0,6 km/s per una componente e 63,8 ± 0,8 km/s per l'altra, deducendo un rapporto tra le due masse di 1,00 ± 0,04; inoltre le osservazioni interferometriche li hanno portati a calcolare che il rapporto fra le luminosità delle componenti alla lunghezza d'onda di 442 nm sia 0,868 ± 0,0015, corrispondente a una differenza di 0,15 ± 0,02 magnitudini. Ausseloos e colleghi in una pubblicazione del 2006 hanno invece stimato una maggiore differenza nelle oscillazioni delle velocità radiali: 63,2 ± 0,6 km/s e 72,1 ± 0,6 km/s, che li ha portati a ipotizzare un rapporto fra le masse di 1,14 ± 0,15; tuttavia osservazioni relative alla temperatura effettiva delle due componenti e alla loro gravità superficiale hanno suggerito loro di correggere il rapporto fra le masse ad un valore di 1,04 ± 0,01. Quest'ultimo team di studiosi ha valutato che le masse delle due componenti siano 10,7 ± 0,1 M☉ e 10,3 ± 0,1 M☉. Davis e colleghi (2004) avevano invece hanno ipotizzato un valore di 9,3 ± 0,3 M☉ per ambedue le componenti., mentre nel 2016 Pigulski et al. hanno stimato le masse delle due componenti rispettivamente di 12 e 10,58 M⊙ per Aa e Ab, assumendo una distanza di 361 anni luce dalla Terra.
Ausseloos e colleghi (2006) hanno anche stimato le temperature effettive delle due componenti del sistema in un intervallo compreso tra 23.000 e 27.000 K, con una gravità superficiale pari a logg = 3,5 ± 0,4; tenuto conto di questi valori e delle masse si è ipotizzato che le due componenti abbiano una età di 14,1 ± 0,6 milioni di anni. In teoria stelle con una massa di circa 12 M☉ come la componente Aa dovrebbero rimanere all'interno della sequenza principale 20 milioni di anni, tuttavia i modelli utilizzati per calcolare la vita di una stella in sequenza principale sono approssimativi e configurati in particolare per stelle non troppo più massicce del Sole, inoltre diversi fattori influiscono sulla durata della vita di una stella, come la sua composizione chimica e la sua opacità. La classificazione di Hadar classe spettrale B1 III per entrambe le componenti principali indica che si stanno allontanando dalla sequenza principale e sono entrate nella fase di stella gigante. Un'ulteriore conferma che Hadar abbia una età vicina a quella ipotizzata viene dal fatto che si è visto che le altre stelle appartenenti all'associazione del Centauro inferiore-Croce hanno un'età compresa fra i 12 e i 17 milioni di anni. L'elevato valore di eccentricità orbitale è a sua volta coerente con la relativamente giovane età del sistema.
Se i valori delle masse fossero esatti, allora le due componenti principali di Hadar si porrebbero al limite oltre il quale le stelle, giunte alla fase finale della loro evoluzione, esploderebbero in supernovae; tale limite, infatti, si aggira intorno alle 10 M☉. Tuttavia, poiché è probabile che le due componenti subiranno una cospicua perdita di massa durante le fasi avanzate della propria evoluzione, è plausibile pensare che il loro destino finale sia quello di diventare due massicce nane bianche.
Stelle massicce come le due componenti principali di Hadar sono molto luminose. Davis e colleghi (2004) hanno stimato che la magnitudine assoluta combinata delle due componenti sia −4,53 ± 0,05; prese singolarmente, la più massiccia avrebbe magnitudine −3,85 ± 0,05, mentre l'altra −3,70 ± 0,05, il che corrisponde ad una luminosità nel visibile di circa 2965 L☉ per la componente più massiccia e circa 2580 L☉ per la meno massiccia. Tuttavia stelle con temperature così alte emettono gran parte della loro radiazione nell'ultravioletto, e considerando l'intero spettro elettromagnetico, Shultz e colleghi nel 2019 indicano una luminosità delle due stelle rispettivamente di 31600 e 25000 volte quella del Sole.

### Variabilità
Hadar manifesta dei fenomeni di variabilità, che la pongono nel gruppo delle variabili β Cephei: si tratta di un tipo di variabili pulsanti, di tipo spettrale B0-B2 III-V, che possiedono masse comprese fra le 10 e le 20 M⊙ e che nel diagramma di Hertzsprung-Russell si collocano leggermente al di sopra della sequenza principale, con magnitudine assoluta compresa tra −3 e −5; il punto di massima luminosità di una variabile β Cephei corrisponde approssimativamente alla massima contrazione della stella. Tipicamente le variabili β Cephei subiscono delle variazioni di luminosità di alcuni centesimi di magnitudine con periodi da 0,1 a 0,3 giorni.
Lo studio della variabilità di Hadar è però complicato dal fatto che le linee spettrali delle due componenti si sovrappongono, rendendo difficile attribuire una variazione univoca ad una delle due. In ogni caso Ausseloos e colleghi (2006) hanno studiato la parte di spettro compresa fra 4450 e 4457 Å (banda che si colloca nella zona blu del visibile), in cui è presente solo il contributo della più massiccia fra le due componenti, per studiare le variazioni nella velocità radiale; essi hanno individuato variazioni riconducibili a due frequenze dominanti: 7,415 e 4,542 cicli per giorno, corrispondenti a periodi di 3,236 e 5,284 ore. Individuare le variazioni dell'altra componente si è invece rivelato più difficile e gli studiosi non sono giunti ad alcuna conclusione in proposito.

### Emissione di raggi X
Le osservazioni nella banda dei raggi X, condotte tramite il telescopio spaziale XMM-Newton, non hanno mostrato alcuna apprezzabile variazione nel flusso di radiazione X, nonostante almeno la componente più massiccia del sistema sia una stella variabile. L'emissione dei raggi X avviene a causa dell'alta temperatura raggiunta dal gas che si diparte dalla stella sotto forma di vento di particelle; in particolare, la caratterizzazione della radiazione ha permesso di concludere che essa viene originata da gas riscaldati a tre differenti temperature: 0,9, 2,4 e 6,8 milioni di K. Le ipotesi circa il meccanismo che provoca un simile innalzamento della temperatura nel vento stellare di Hadar sono due: l'esistenza, all'interno del vento, di turbolenze che producono collisioni ad altissima velocità del gas, con il conseguente riscaldamento; oppure, lo scontro dei gas provenienti dalle due componenti del sistema, che determina la formazione di onde d'urto che causano l'incremento termico.
L'analisi dei risultati inviati da XXM-Newton ha anche permesso di concludere che Hadar ha una metallicità molto simile a quella del Sole.

## Etimologia e riferimenti culturali
Il nome Hadar proviene dall'arabo ألارض, al-arḍ, che designa "Il suolo"; tale designazione è probabilmente dovuta alla bassa declinazione della stella se vista dalle latitudini del tropico del Cancro, per cui si presentava sempre rasente l'orizzonte in Egitto al Cairo, o nella Penisola arabica (circa un migliaio di anni fa, al tempo della redazione delle opere degli astronomi arabi, Hadar poteva essere osservata dal Cairo solo 4° sopra l'orizzonte). Più difficile è rintracciare l'origine dell'altro nome proprio di Hadar, Agena. Si tratta di un nome relativamente moderno, risalente all'Ottocento, che potrebbe derivare dalla combinazione della lettera greca "α" e della parola latina genu, "ginocchio", rifacendosi dunque alla tradizione secondo cui la stella designa una zampa del Centauro. Se la lettera "a", iniziale del nome Agena, stesse effettivamente per "α" si tratterebbe di un errore, in quanto Hadar è la stella "β" del Centauro (β Centauri); curiosamente, un errore simile è stato fatto a proposito di α Centauri, che è stata chiamata nell'Ottocento Bungula, unendo la lettera "β" (scorrettamente applicata alla stella più brillante della costellazione) al termine latino ungula ("zoccolo"), che identifica l'altra zampa del Centauro celeste.

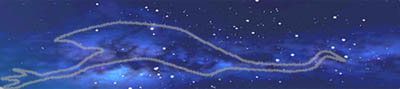
L'Emù celeste, una costellazione definita dalle nubi oscure che attraversano la Via Lattea australe fra Scorpione e Croce del Sud la cui testa coincide con la Nebulosa Sacco di Carbone. Nella mitologia aborigena, l'uccello viene ucciso da due fratelli cacciatori, rappresentati da Hadar ed.

Nell'astronomia aborigena australiana una delle più importanti costellazioni è quella dell'Emù, un uccello appartenente alla famiglia dei Dromaiidae. Gli aborigeni australiani chiamano questo uccello celeste Tchingal; la sua testa coincide con la Nebulosa Sacco di Carbone, ospitata nella Croce del Sud. Secondo la mitologia aborigena, la coppia formata da α e β Centauri rappresenta due fratelli cacciatori che trafiggono l'uccello con una lancia, raffigurata dalle stelle più occidentali della Croce del Sud.
In Cina Hadar viene chiamata 马腹一 (cinese: mǎ fù yī), che significa la prima stella dell'addome del cavallo.
In astrologia si ritiene che la stella presenti determinate caratteristiche a seconda del pianeta con cui è connessa: con Mercurio prometterebbe successo e felicità; con Venere sarebbe legata a una pronunciata sensualità, mentre con Marte, Saturno e Nettuno sarebbe foriera di pettegolezzi e scandali.

### Testi generici
- AA.VV, L'Universo - Grande enciclopedia dell'astronomia, Novara, De Agostini, 2002.
- J. Gribbin, Enciclopedia di astronomia e cosmologia, Milano, Garzanti, 2005, ISBN 88-11-50517-8.

### Sulle stelle
- (EN) Martha Evans Martin; Donald Howard Menzel, The Friendly Stars: How to Locate and Identify Them, Dover, Courier Dover Publications, 1964,  pagine 147, ISBN 0-486-21099-5.
- R. J. Tayler, The Stars: Their Structure and Evolution, Cambridge University Press, 1994,  p. 16, ISBN 0-521-45885-4.
- A. De Blasi, Le stelle: nascita, evoluzione e morte, Bologna, CLUEB, 2002, ISBN 88-491-1832-5.
- C. Abbondi, Universo in evoluzione dalla nascita alla morte delle stelle, Sandit, 2007, ISBN 88-89150-32-7.
- (EN) Fred Schaaf, The Brightest Stars: Discovering the Universe through the Sky's Most Brilliant Stars, John Wiley & Sons, Incorporated, 2008,  pagine 288, ISBN 978-0-471-70410-2.

### Carte celesti
- Toshimi Taki, Taki's 8.5 Magnitude Star Atlas, su geocities.jp, 2005. URL consultato il 3 dicembre 2011 (archiviato dall'url originale il 5 novembre 2018). - Atlante celeste liberamente scaricabile in formato PDF.
- Tirion, Rappaport, Lovi, Uranometria 2000.0 - Volume I - The Northern Hemisphere to -6°, Richmond, Virginia, USA, Willmann-Bell, inc., 1987, ISBN 0-943396-14-X.
- Tirion, Sinnott, Sky Atlas 2000.0 - Second Edition, Cambridge, USA, Cambridge University Press, 1998, ISBN 0-933346-90-5.
- Tirion, The Cambridge Star Atlas 2000.0, 3ª ed., Cambridge, USA, Cambridge University Press, 2001, ISBN 0-521-80084-6.